# Пономарьов Олексій Михайлович
Пономарьов Олексій Михайлович (нар. 9 червня 1986, Феодосія, АР Крим) — український композитор, аранжувальник, співак, музичний продюсер, старший викладач Херсонського державного університету, Заслужений діяч мистецтв України (2017).

## Біографія
Народився 9 червня 1986 року у місті Феодосія. Батько — Пономарьов Михайло Олексійович, інженер металург. Мати — Пономарьова Ніна Григорівна, товарознавець. Хлопчик ріс активною дитиною. Відмінно вчився, захоплювався футболом.
У 2002 році Олексій почав займатися у Феодосійській музичній школі № 2. У 2003 році отримав атестат про середню освіту. Цього ж року вступив до Херсонського державного університету на факультет культури та мистецтв, кафедру вокалу та хорових дисциплін.
У 2010 році вступив до Одеського політехнічного університету на аспірантуру. Паралельно був викладачем у ХДУ на факультеті культури та мистецтв і продовжував працювати з вокальним ансамблем «Vox&Go», квартетом «5 елемент».
У 2010 році стає керівником дитячої вокальної студії «Golden Juniors». Під керівництвом Пономарьова О. М. вони здобули багато грамот, дипломів та подяк. З них: диплом 16 телевізійного конкурсу молодих виконавців сучасної естрадної пісні — лауреат 1 ступеня (середня група, старша група), лауреат 2 ступеня (вихованці естрадної студії «Golden Juniors»); диплом 2 ступеня (молодша група) 18 телевізійного конкурсу молодих виконавців естрадної пісні і танцю; гран-прі (старша група) 18 телевізійного конкурсу молодих виконавців естрадної пісні і танцю «Обрій»; диплом лауреатів 2 ступеня у Всеукраїнському конкурсі юних та молодих виконавців; диплом відкриття року та надія року від херсонської обласної державної адміністрації управління культури та управління освіти херсонської міської ради.
У 2012 році був створений вокальний ансамбль «General Voice» (керівник Пономарьов Олексій Михайлович) за ініціативою генерал-майора міліції Літвіна В. В. Гурт, за час свого існування, зарекомендував себе не тільки в межах Херсона та області, а й за кордонами держави.
У 2016 році професійна діяльність Пономарьова О.М відзначена нагрудним знаком «Почесна відзнака громадської організації „Єдиний щит“».
За час праці у ХДУ Олексія Михайловича було переведено на посаду старшого викладача.
9 червня 2017 року пройшов бенефіс Олексія «Мелодії душі моєї». На ньому виконувалися виключно пісні, які були написані Пономарьовим О. М.
У 2017 році за талант, працьовитість та відданість своїй праці, державі Пономарьов Олексій Михайлович отримує звання «Заслужений діяч мистецтв України» [Архівовано 11 грудня 2017 у Wayback Machine.].

## Творча діяльність

### Авторські пісні
1. Пісня «Міс самотність», 2005 р.
2. Пісня «Шаги в темряві», 2006 р.
3. Пісня «Бажаю щастя», 2006 р.
4. Пісня «Про кота», 2006 р.
5. Пісня «Усьому свій час за мотивами Еклісіаста», 2006 р.
6. Пісня «Твої очі», 2007 р.
7. Пісня «Ти для мене все», 2007 р.
8. Пісня «Рояль», 2007 р.
9. Пісня «Гімн Херсонського державного університету», 2007 р.
10. Пісня «Не знайди любов», 2007 р.
11. Пісня «Намалюю», 2008 р.
12. Пісня «Минають дні, минають ночі» (на слова Т. Г. Шевченка), 2008 р.
13. Пісня «Ой, Ладо», 2008 р. (композитор)
14. Пісня «Ти мені снишся», 2009 р.
15. Мюзикл «Як важливо бути серйозним», 2009 р.
16. Пісня «Херсон», 2009 р.
17. Пісня «Ми не разом», 2009 р.
18. Пісня «Не знайди любов», 2009 р.
19. Пісня «Зима», 2009 р.
20. Пісня «Ми разом», 2010 р.
21. Пісня «Люблю лиш тебе», 2010 р.
22. Пісня «Сонячне світло», 2010
23. Пісня «Сама» , 2010 р.
24. Пісня «Магічна зірка» , 2010 р.
25. Пісня «Автопортрет» , 2010 р.
26. Пісня «Валентинки», 2010 р.
27. Пісня «Вічний сюжет» , 2010 р.
28. Мюзикл «Ох і Ах йдуть в похід», 2010 р.
29. Мюзикл «Кентервільський привід», 2010 р.
30. Пісня «Україна», 2011 р.
31. Пісня «Пробач», 2011 р.
32. Пісня «Не можу не любити» , 2011 р.
33. Пісня «Вона все мріє» , 2011 р.
34. Пісня «Тебе люблю я» , 2011 р.
35. Пісня «Я говорив» , 2011 р.
36. Пісня «Аве Мария», 2012 р.
37. Пісня «Закриваю очі» , 2012 р.
38. Пісня «Зрада» , 2012 р.
39. Пісня «Удвох» , 2012 р.
40. Пісня «Сама» , 2012 р.
41. Пісня «Мила моя» , 2012 р.
42. Пісня «Загадай» , 2012 р.
43. Пісня «Спогади в Різдво», 2012 р.
44. Пісня «Колискова» , 2013 р.
45. Пісня «Б'ється серце» , 2013 р.
46. Пісня «Дрімота» , 2013 р.
47. Пісня «Осіння колискова» , 2013 р.
48. Пісня «Баю-бай» , 2013 р.
49. Пісня «Молитва» , 2013 р.
50. Пісня «Ніч холодна за вікном» , 2013 р.
51. Пісня «Засинайте янголята» , 2013 р.
52. Пісня «Моє сонце, засинай» , 2013 р.
53. Пісня «Десь за лісом» , 2013 р.
54. Пісня «Слоненятко» , 2013 р.
55. Пісня «Сонце», 2013 р.
56. Пісня «Новини», 2013 р.
57. Пісня «Ти талант» , 2013 р.
58. Пісня «Дзеркало», 2013 р.
59. Пісня «Любові небеса» (композитор) , 2013 р.
60. Пісня «Лебеді» (композитор) , 2013 р.
61. Пісня «Листок календаря» (композитор) , 2013 р.
62. Пісня «Ми Українці» (композитор) , 2013 р.
63. Пісня «Мой город» (композитор) , 2013 р.
64. Пісня «Мокрые лодоши моря» (композитор) , 2013 р.
65. Пісня «Музика неба» (композитор) , 2013 р.
66. Пісня «На все четыри стороны война» (композитор) , 2013 р.
67. Пісня «На встречу» (композитор) , 2013 р.
68. Пісня «Перший дзвінок» (композитор) , 2013 р.
69. Пісня «Пробач» (композитор) , 2013 р.
70. Пісня «Серце, браво» (композитор) , 2013 р.
71. Пісня «Синьоока квітка» (композитор) , 2013 р.
72. Пісня «Бажаю щастя», 2014 р.
73. Пісня «Мадемуазель фортуна» , 2014 р.
74. Пісня «Фотоальбом» , 2014 р.
75. Пісня «СМС» , 2014 р.
76. Музика до спектаклю народного театру «Студія-Арт» «Моніка» , 2014 р.
77. Пісня «Включите свет» (композитор) , 2014 р.
78. Пісня «Молюся за Україну» , 2014 р.
79. Пісня «Між небом та землею» , 2014 р.
80. Пісня «Моя родина» , 2014 р.
81. Пісня «Не знайти любов» , 2014 р.
82. Пісня «Сонячна країна» , 2014 р.
83. Пісня «Спомини» , 2014 р.
84. Пісня «У двох» , 2014 р.
85. Пісня «Winner Over World», 2014 р.
86. Пісня «Without You» , 2014 р.
87. Пісня «Я говорив» , 2014 р.
88. Пісня «Бездна» , 2014 р.
89. Пісня «Зачем» , 2014 р.
90. Пісня «Канікули» , 2014 р.
91. Пісня «Кімната» , 2014 р.
92. Пісня «Голос мій» (композитор) , 2014 р.
93. Пісня «Музична парасолька» (композитор) , 2014 р.
94. Пісня «Покрова» (композитор) , 2014 р.
95. Пісня « Падає дощ» (композитор) , 2014 р.
96. Пісня «Орхідея» (композитор) , 2014 р.
97. Пісня «Ранкові зорі» (композитор) , 2014 р.
98. Пісня «Бистра вода» (композитор) , 2014 р.
99. Пісня «Блюз моря» (композитор) , 2014 р.
100. Пісня «Весна победы» (композитор) , 2014 р.
101. Пісня «Джанго» (композитор) , 2014 р.
102. Пісня «Дінь-Ділень» (композитор) , 2014 р.
103. Пісня «Діти війни» (композитор) , 2014 р.
104. Пісня «Дождевые нити» (композитор) , 2014 р.
105. Пісня «Дощ» (композитор) , 2014 р.
106. Пісня «Жінка України» (композитор) , 2014 р.
107. Пісня «Жінка — берегиня» (композитор) , 2014 р.
108. Пісня «Ранкова роса» (композитор) , 2014 р.
109. Пісня «Зоряний берег» (композитор) , 2014 р.
110. Пісня «Зоряні крила» (композитор) , 2014 р.
111. Пісня «Имена» (композитор) , 2014 р.
112. Пісня «Сонячна кульбаба» (композитор) , 2015 р.
113. Пісня «Татьянин день» (композитор) , 2015 р.
114. Пісня «Новорічна ніч» , 2015 р.
115. Пісня «Божественное дитя» (муз.), 2015 р.
116. Пісня «Буду поруч» , 2015 р.
117. Пісня «We Very Busy» , 2015 р.
118. Пісня «Dreams Come True» , 2015 р.
119. Пісня «Я подарю тебе» (муз.) , 2015 р.
120. Пісня «Купальська ніч» (муз.) , 2015 р.
121. Пісня «Троянди літа» (композитор) , 2015 р.
122. Пісня «Україна — ти моя любов» (композитор) , 2015 р.
123. Пісня «Цвіте Хрещатик» (композитор) , 2015 р.
124. Пісня «Чихуахуа» (композитор) , 2015 р.
125. Пісня «Я україночка» (композитор) , 2015 р.
126. Пісня «ЯТБ» (композитор) , 2015 р.
127. Пісня «Рояль» , 2015 р.
128. Пісня «Сила України» , 2015 р.
129. Пісня «Симфонія» , 2015 р.
130. Пісня «Скрипка грай» , 2015 р.
131. Пісня «По — новому» , 2015 р.
132. Пісня «Тебе люблю я», 2015 р.
133. Пісня «Она сидела на полу» (композитор), 2015 р.
134. Пісня «Маєш віру» , 2016 р.
135. Пісня «На різдво» , 2016 р.
136. Пісня «Будем жить» , 2016 р.
137. Пісня «На позитиве» , 2016 р.
138. Пісня «Полный плюс» , 2016 р.
139. Пісня «Хорошо» , 2016 р.
140. Пісня «Страх» , 2016 р.
141. Пісня «Острови» , 2016 р.
142. Пісня «Червона лілія» , 2016 р.
143. Пісня «Белым облаком» , 2016 р.
144. Пісня «Обожаю» , 2016 р.
145. Пісня «Крик», 2016 р.
146. Пісня «Скрипка, играй», 2016 р.
147. Пісня «Закриваю очі» , 2016 р.
148. Пісня «Херсон», 2016 р.
149. Пісня «Контеперарі» , 2016 р.
150. Пісня «Мелькают» , 2016 р.
151. Пісня «История», 2016 р.
152. Пісня «Лірика», 2016 р.

### Альбоми
1. «Колискові з любов'ю» (автор слів та музики).
2. «FOLCA$H» (автор обробок народних українських пісень в сучаснім стилі).
3. «BRAMA» (автор слів та музики; партія гітари Андрій Костиря)альбом «BRAMA» [Архівовано 8 вересня 2021 у Wayback Machine.]

### Театральне мистецтво
Олексій Михайлович пише пісні до вистав для Херсонського академічного обласного театру ляльок та студентського народного театру «Студія-Арт».

### Мюзикли
1. «Скрудж» (за мотивами «Різдвяні історії» Чарльза Діккенса).
2. «Як важливо бути серйозним» (за мотивами однойменного твору Оскара Уайльда).
3. «Кентервільський привід» (за мотивами однойменного твору Оскара Уайльда).
4. «Ох і Ах» (дитячий мюзикл).

### Продюсерські проекти
1. «Vox&Go»
2. Квартет «5 елемент»
3. «General Voice»
4. Аріелла (Ariella).
5. Cover band «ForVart».

## Нагороди
У 2009 році Пономарьов О. М. бере гран-прі на конкурсі пісень про Херсон від громадського об'єднання «Херсонці».
У 2012 році учасники колективу «Vox & Go» були нагороджені подякою начальника Управління МВС України генерал-майора міліції В. В. Літвіна за дієву спільну співпрацю щодо виховання поваги до законодавства і Конституції України, вагомий внесок у створення позитивного іміджу працівника міліції за допомогою мистецьких засобів та з нагоди відзначення 228-ї річниці з дня заснування міста Берислав.
У 2013 році ансамбль «General Voice» отримав гран-прі на 1-му Всеукраїнському фестивалі творчості міліцейської профспілки «Зорепад»; гран-прі у Всеукраїнському конкурсі-фестивалі військово-патріотичної пісні «Оберіг».
У 2014 році зайняли 1 місце у Міжнародному конкурсі-фестивалі сучасної пісні і танцю «Кришталеві грона»
У 2014 році до 200-річчя від Дня народження Шевченка Т. Г. «Vox & Go» отримав подяку начальника управління культури обласної державної адміністрації Корольової І. В. У цьому же році Пономарьов О. М. отримує подяки ректора Комунального вищого навчального закладу «Херсонська академія неперервної освіти» Херсонської обласної ради А. М. Зубко і ректора ХДМА В. Ф. Ходаковського.
У 2015 році Пономарьов Олексій нагороджується подяками начальника управління Ю. О. Семченко та від міського голови Миколаєнко В. В.
2015 рік: гран-прі у 19 телевізійному конкурсі молодих виконавців естрадної пісні і танцю імені Володимира Дмитровича Чайки «Обрій». Також за активну громадську позицію є грамота від громадської організації «Єдиний щит», грамота від Святої Церкви Христової, за участь у благодійній акції «Різдвяне дитя»; подячний лист командира військової частини 3056 ВВ МВС України підполковника В. А. Матвєєва, за співпрацю, вагомий внесок в культурно-виховну роботу у військовій частині 3056, розвиток мистецтва та активну участь у формуванні високої духовної культури і моральних якостей у військовослужбовців та з нагоди святкування 21-ї річниці з дня створення Внутрішніх військ МВС України; подяка Томаринської сільської ради, за прийняття активної участі у святкуванні 64-ї річниці з дня заснування село Томарине.
У 2016 році професійна діяльність Пономарьова О. М. відзначена нагрудним знаком «Почесна відзнака громадської організації „Єдиний щит“».